# Мать-Земля (рассказ)
«Мать Земля» ( англ. Mother Earth )  - научно-фантастический рассказ Айзека Азимова, впервые опубликованное в мае 1949 журналом Astounding Science Fiction . Вошло в сборник «Ранний Азимов» 1972 года.
События в этом произведении предшествуют событиям романа «Стальные пещеры» . Рассказ «Мать-Земля» — это предыстория цикла об Р. Дэниеле Оливо.

## Сюжет
Нарастают противоречия между Землей и мирами космонитов(спейсеров)  — 50-ю планетами колонизированными людьми. Земля страдает от перенаселенности и нехватки продовольствия, из-за неспособности ввести контроль рождаемости и разрешения использовать позитронных роботов на производстве. Миры космонитов, возглавляемые Авророй, являются высокотехнологично развитыми с немногочисленным населением, проводят жесткую расовую политику, чтобы ограничить миграцию с Земли. Спейсеры фактически закрыли землянам доступ к высоким технологиям для колонизации других планет, поскольку считают, что все лучшие черты людей теперь присущи только им. Хотя земляне и не хотят прикладывать усилий для колонизации, надеясь на призрачную возможность миграции в высокоразвитые миры спейсеров.
Перспектива развития Земли выглядит некрасиво, но не для земного историка Эдварда Филда, который вместе с чиновником Луисом Морено, разрабатывают «Проект Pacific». К политикам «Внешних миров» доходят слухи об этом проекте, и они расценивают это как разработку тайного оружия для войны со спейсерами. Власть в мирах спейсеров становится авторитарной, а любая оппозиция, сочувствующая Земле, подвергается преследованию.
Затем Земля гасит возникшие споры между внешними мирами своим вызывающим политическим заявлением, после чего начинается её экономическая блокада. После ареста первых космонитских контрабандистов, начинаются боевые действия и Земля поспешно капитулирует. По условиям капитуляции, землянам запрещено покидать пределы Солнечной системы, также космониты прерывают всякое общение с землянами.
Наконец, журналисту, который пропагандировал политику дружбы со спейсерами, предлагают должность президента Земли и раскрывают детали «Проекта Pacific». Единственной перспективой для людей колонизировать всю вселенную, был вариант ускорить мирный упадок цивилизации спейсеров за счет прекращения поддержки сельскохозяйственными товарами с Земли, поскольку спейсеры в силу своей расовой политики не хотели приспосабливаться к жизни на колонизированных планетах.
После упадка их цивилизаций, земляне должны расселиться во вселенной без надежды на поддержку с Земли и создать Вторую Галактическую империю, более стабильную чем предыдущая.